# Madicola decoloris
Madicola decoloris är en insektsart som beskrevs av Young 1986. Madicola decoloris ingår i släktet Madicola och familjen dvärgstritar. Inga underarter finns listade i Catalogue of Life.